# Thamnophis eques

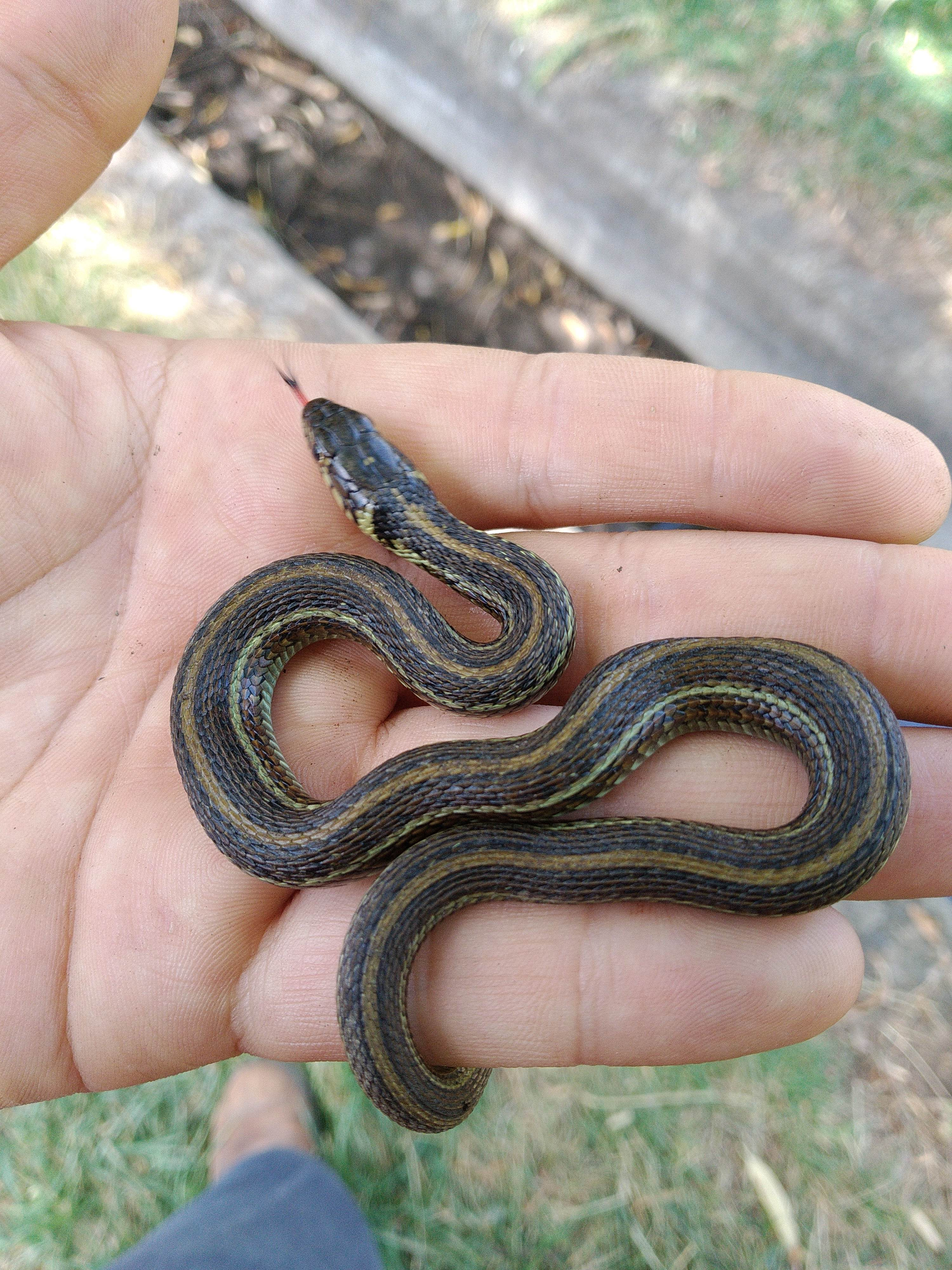
Ejemplar juvenil de Thamnophis eques.

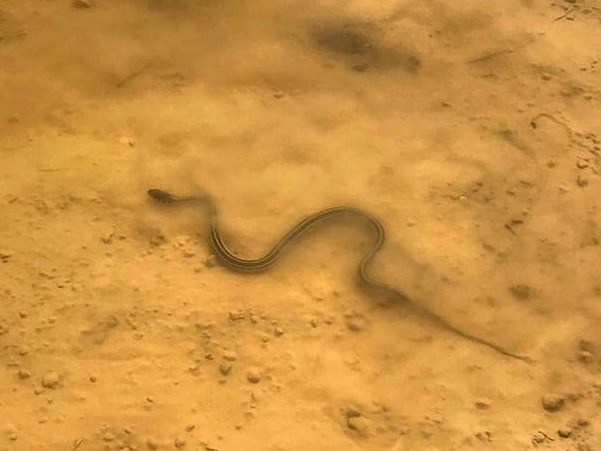
T. eques en cuerpo de agua.

La serpiente de jarretera o culebra de agua nómada mexicana (Thamnophis eques) es una especie de reptil perteneciente a la familia Natricidae. En México se distribuye del norte de Chihuahua y Sonora, Durango, Guanajuato, Hidalgo y Nayarit, hacia el centro del país hasta Puebla y oeste de Veracruz. Come vertebrados pequeños e invertebrados. Es endémica de México, y se encuentra amenazada según la NOM-059-SEMARNAT-2010.

## Clasificación y descripción
Thamnophis eques es una especie relativamente grande y robusta llegando a alcanzar una longitud máxima total de 1120 mm (Rossman et al, 1996). Las escamas de la región dorsal del cuerpo son quilladas, y el número de éstas es de 21-19-17, raramente 23-21-17 o 19-19-17. El rango de escamas ventrales es de 149 a 176 en machos y de 149 a 171 en hembras (Rossman et al, 1996). La escama anal es simple. El color de la cabeza es gris-verdoso a gris oscuro, en la sutura de las parietales hay dos puntos amarillos; en la parte posterior de las parietales hay una mancha en forma de corazón, dividida por el surgimiento de la línea vertebral que abarca de una a cuatro escamas de amplitud a este nivel; las comisuras de las escamas infralabiales están marcadas de negro y el resto de las escamas es gris a claro o amarillo. A lo largo del cuerpo se presentan dos hileras de manchas negras que pueden ser circulares o en algunos casos, rectangulares, separadas verticalmente por una coloración crema-verdoso o amarillo-verdoso; la línea vertebral corre hacia toda la región dorsal del cuerpo, incluyendo la zona caudal, y abarca dos escamas de ancho, pero en la región media y posterior, ésta franja incluye una escama completa y la mitad de las escamas adyacentes. En la región lateral hay una hilera de escamas de color gris, delimitada de negro, seguida por la línea lateral que abarca la 3.ª y 4.ª hilera de escamas, ésta puede ser de color crema, gris claro o amarilla. La región ventral es de color gris a gris-verdoso, pero algunas escamas presentan bordes de color negro. La zona caudal es crema o amarilla ( Rossman et al., 1996).

## Distribución y alimentación
Tres subespecies de la serpiente mexicana de jarretera son actualmente reconocidas: Thamnophis eques eques, cuyo intervalo es desde el sureste de Nayarit hacia el este a lo largo del eje volcánico transversal, del este central de Veracruz (con una población aislada en el estado de Oaxaca); T. e. megalops con un rango de distribución en la Sierra Madre Occidental del estado de Guanajuato, y en el Oeste a lo largo del estado de Hidalgo (con una aparente población aislada en el estado de Nuevo León) y T. e.virgatenuis, la cual se encuentra en tres aparentes poblaciones aisladas de alta elevación en el suroeste del estado de Durango y en el Oeste-central y Noroeste del estado de Chihuahua. La distribución altitudinal se encuentra en el rango de los 53 a los 2590 metros.
Las presas para esta especie son generalmente peces y anfibios (Van Devender y Lowe, 1977), algunos invertebrados, lagartijas y mamíferos forman algunas veces parte de su alimentación. Rosen and Schwabel (1988) reportan renacuajos y adultos de rana leopardo (Rana chiricahuensis y R. yavapaiensis), jóvenes sapos (Bufo woodhousei) y recientemente metamorfoseadas ranas toro (R. catesbeiana) fueron ingeridas. En México, organismos juveniles de T. eques fueron encontrados comiendo lombrices y sanguijuelas, por otra parte, algunos adultos fueron encontrados ingiriendo sanguijuelas, peces y ranas (Macías García y Drummond, 1988ª). La serpiente jarretera mexicana también puede llegar a comer lagartijas del género (Sceloporus y Cnemidophorus), así como ratones (Peromyscus maniculatus) (Rosen y Schwabel, 1988).

## Hábitat
Esta especie esta fuertemente asociada a cuerpos de agua permanentes con vegetación; se han encontrado alrededor de praderas con charcas poco profundas, en la vegetación de los ríos, y cerca de cactus y arbustos espinosos. El macro clima es Cf templado húmedo. Se distribuye de los 1200m a más de 2000m de altitud (Rhoze, 1996).

## Tamaño  poblacional
Un estudio de marcaje y recaptura de T. eques en una hectárea de terreno no perturbado dio como resultado que se encontrara una población de 95 serpientes, no incluyendo a los juveniles que se consideraron como nacidos en el mismo año en que se realizó el estudio (Rosen y Schwalbe, 1988).

## Antecedentes del estado de la especie o de las poblaciones principales
El nombre eques no fue aplicado subsecuentemente a su original descripción (Reuss, 1834) hasta Buolenger (1893), equivocadamente reviviendo una sinonimia anterior de serpiente jarretera de cuello negro (previamente conocida como T. cyrtopsis). Este arreglo fue seguido de una gran cantidad de trabajos en sistemática como Cope (1900), Ruthven (1908), Van Denburgh and Slevin (1918), and H. M. Smith (1942) y no fue sino hasta 1951 que H. M. Smith demostró que el holotipo de T. eques es actualmente un ejemplo de la serpiente mexicana jarretera (conocida en ese tiempo como T. subcarinata), no la serpiente jarretera de cuello negro (a la cual el nombre de T. cyrtopsis fue restaurado). Irónicamente, en el tiempo de cambio al nombre de T.subcarinata fue aplicado a la serpiente jarretera mexicana por solo dos años (Smith, 1949). Por la mayor parte de la primera mitad del siglo, la serpiente mexicana jarretera fue conocida también como T. macrostemma o T. megalops La variación geográfica en T. eques es extensa y algunos aspectos de estos han sido investigados por R. Conant y N. Scott y por E. Liner. Las subespecies T. e. eques y T. e. megalops se distinguen únicamente por diferencias en el promedio en el número de escamas subcaudales, y T. e. virgatenius se distingue de T. e. megalops por tener una obscura y estrecha línea vertebral. La distribución discontinua de alta elevación de las tres poblaciones de T. e. virgatenuis rodeadas y separadas por poblaciones de baja elevación de T. e. megalops, representa una zoogeografía muy particular y única entre las serpientes jarreteras.

## Reproducción
En lo que se refiere al ciclo reproductivo de esta especie, el crecimiento de los folículos comienza a principios del otoño, y la ovulación ocurre a finales de marzo o principios de abril, con nacimiento de las crías entre junio y julio (Rosen y Schwabel, 1988). Este es un patrón poco usual para las serpientes jarreteras, las cuales usualmente no comienza el crecimiento de los folículos sino hasta el final de la primavera; este patrón requiere una verificación adicional y estudio. Las hembras se posan sobre la hierba o las rocas durante el periodo de gestación. Rosen y Schwabel (1988) indican que solo el 50% de las hembras tienen crías cada año,aunque esto no sugiere específicamente que esta especie sea de reproducción bianual. Su fecundidad es de 13.6 neonatos por camada (Rosen y Schwalbe, 1988).